# Diplodactylidae
Famille
Synonymes
- Diplodactylinae Underwood, 1954

Les Diplodactylidae sont une famille de geckos. Elle a été créée par Garth Underwood en 1954.

## Répartition
Les espèces de cette famille se rencontrent en Australie, en Nouvelle-Calédonie et en Nouvelle-Zélande.

## Description
Ce sont des geckos majoritairement arboricoles et nocturnes, vivant principalement dans des forêts humides.
Certaines espèces de cette famille portent des pièces adhésives sous la queue de même type que celles sous les doigts, les setae.
Certaines espèces de cette famille sont ovovivipares, et certaines sont parmi les plus grandes des geckos (Rhacodactylus ciliatus et surtout Rhacodactylus leachianus).

## Liste des genres
Selon The Reptile Database (20 décembre 2012) :
- Amalosia Wells & Wellington, 1983
- Bavayia Roux, 1913
- Correlophus Guichenot, 1866
- Crenadactylus Dixon & Kluge 1964
- Dactylocnemis Fitzinger, 1861
- Dierogekko Bauer, Jackman, Sadlier & Whitaker, 2006
- Diplodactylus Gray, 1832
- Eurydactylodes Wermuth, 1965
- Hesperoedura Oliver, Bauer, Greenbaum, Jackman & Hobbie, 2012
- Hoplodactylus Fitzinger, 1843
- Lucasium Wermuth, 1965
- Mniarogekko Bauer, Whitaker, Sadlier & Jackman, 2012
- Mokopirirakau Nielsen, Bauer, Jackman, Hitchmough & Daugherty, 2011
- Naultinus Gray, 1842
- Nebulifera Oliver, Bauer, Greenbaum, Jackman & Hobbie, 2012
- Oedodera Bauer, Jackman, Sadlier & Whitaker, 2006
- Oedura Gray, 1842
- Paniegekko Bauer, Jackman, Sadlier & Whitaker, 2012
- Pseudothecadactylus Brongersma, 1936
- Rhacodactylus Fitzinger, 1843
- Rhynchoedura Günther, 1867
- Strophurus Fitzinger, 1843
- Toropuku Nielsen, Bauer, Jackman, Hitchmough & Daugherty, 2011
- Tukutuku Nielsen, Bauer, Jackman, Hitchmough & Daugherty, 2011
- Woodworthia Garman, 1901

## Publication originale
- Underwood, 1954 : On the classifcation and evolution of geckos. Proceedings of the Zoological Society of London, vol. 124, n. 3, p. 469-492.